# Centrum (grupa poetycka)
Centrum – polska grupa poetycka działająca w Łodzi w latach 1967–1971.
Grupa wpisywała się w nurt Nowej Fali. Członkowie grupy uważali, że poezja nie powinna ograniczać się do sfer estetycznych, ale także zajmować się problematyką moralną i pełnić funkcje społeczne. Program literacki grupy, zatytułowany Komunikat Grupy Poetyckiej „Centrum”, ukazał się we wrocławskim czasopiśmie „Agora” (1968 nr 19). Kolejnymi tekstami rozwijającymi idee grupy były artykuły Bierezina W stronę etyki („Więź”, 1970) oraz Biskupskiego Nie tylko przeciw metaforze (1973). Twórcy grupy powoływali się też na Stanisława Czernika, inicjatora autentyzmu.
Członkami grupy byli m.in. Jacek Bierezin, Andrzej Biskupski i Jerzy Jarmołowski. W czasie istnienia grupy jej członkowie tworzyli własne tomiki poezji, bliskie sobie światopoglądowo, jednak zróżnicowane warsztatowo: Lekcja liryki (1972) Bierezina, Mój głos wewnętrzny (1970) Biskupskiego, Zielnie i weselnie (1970) oraz Może ja kocham wszystko co garbate (1972) Jarmołowskiego. Ukazały się też dwie kolumny poetyckie grupy w czasopismach „Agora” (1968 nr 19) oraz „Orientacja” (1970 nr IV–V).